# Pulau Sanana
Pulau Sanana (indonesiska: Sanana) är en ö i Indonesien.   Den ligger i provinsen Maluku Utara, i den östra delen av landet, 2 200 km öster om huvudstaden Jakarta. Arean är 558 kvadratkilometer.
Terrängen på Pulau Sanana är lite kuperad. Öns högsta punkt är 639 meter över havet. Den sträcker sig 56,1 kilometer i nord-sydlig riktning, och 24,3 kilometer i öst-västlig riktning.